# Amanda Petrusich
Amanda Petrusich (sinh năm 1980) là một nhà báo âm nhạc người Mỹ. Cô là biên tập viên của tờ The New Yorker và là tác giả của ba cuốn sách: Pink Moon (2007), It Still Moves: Lost Songs, Lost Highways, and the Search for the Next American Music (2008) và Do Not Sell at Any Price: The Wild, Obsessive Hunt for the World's Rarest 78rpm Records (2014).

## Tiểu sử
Petrusich sinh vào khoảng năm 1980 và lớn lên ở khu vực New York, là con của hai giáo viên trường công. Ông bà nội của cô là người nhập cư Croatia. Cô theo học tại trường Đại học William và Mary, nơi cô là đồng tổng biên tập của tờ William and Mary Review và là nhà phê bình cho The Flat Hat, tờ báo của khuôn viên trường đại học. Cô tốt nghiệp với bằng B.A. về tiếng Anh và nghiên cứu điện ảnh vào năm 2000, sau đó lấy bằng thạc sĩ về văn học phi hư cấu tại Đại học Columbia vào năm 2003.

## Sự nghiệp
Petrusich đã viết cho The New York Times, Pitchfork Media và Paste. Petrusich là biên tập viên của Pitchfork từ năm 2003 và là biên tập viên của The New Yorker. Cô là tác giả của Pink Moon, một cuốn sách trong album cùng tên của Nick Drake dành cho loạt phim ca nhạc 33⅓, và một cuốn sách năm 2008 có tên It Still Moves: Lost Songs, Lost Highways, and the Search for the Next American Music, mà Joe Boyd miêu tả trong The Guardian là "một tác phẩm viết về du lịch tuyệt vời... một chuyến du lịch xuyên qua cội nguồn âm nhạc của vùng nông thôn Mỹ". Petrusich cũng viết một cuốn sách về sưu tầm đĩa hát có tựa đề Do Not Sell At Any Price: The Wild, Obsessive Hunt for the World's Rarest 78rpm Records.
Ghi tên cô vào danh sách "100 người có ảnh hưởng nhất trong văn hóa Brooklyn" năm 2016, tạp chí Brooklyn Magazine đã mô tả Petrusich là "một nguồn ân sủng và sự khích lệ to lớn trong giới phê bình và âm nhạc New York. Giữa việc cố vấn cho những giọng ca mới nổi và việc viết lách với sự sáng suốt về những biểu tượng quan trọng nhất của âm nhạc, Petrusich đang giúp định hình nền văn hóa Brooklyn từ thuở ban đầu." Petrusich đã giành được giải Guggenheim Fellowship vào năn 2016. Năm 2019, cô được đề cử Giải Grammy cho phần ghi chú mà cô viết cho bộ hộp đĩa Trouble No More của Bob Dylan.

## Đời tư
Petrusich kết hôn với bác sĩ và nhà văn Bret Stetka từ năm 2005 cho đến khi ông qua đời vào năm 2022. Họ có một cô con gái, sinh năm 2021.

## Sự nghiệp văn học

### Sách
- Petrusich, Amanda (2007). Pink Moon. 33⅓. New York.
- — (2008). It still moves : lost songs, lost highways, and the search for the next American music. New York.
- — (2014). Do not sell at any price : the wild, obsessive hunt for the world's rarest 78rpm records.

### Tiểu luận và báo cáo
- Petrusich, Amanda (30 tháng 1 năm 2017). “In retrospect : John Cale's reissued albums feature wild new inventions”. Chú thích journal cần |journal= (trợ giúp)
- — (13 tháng 3 năm 2017). “All in : Maggie Rogers's collection of influences”. The Critics. Pop Music. The New Yorker. 93 (4): 110–111.
- — (21 tháng 8 năm 2017). “Think pieces : the meticulous rock of Adam Granduciel and The War on Drugs”. The Critics. Pop Music. The New Yorker. 93 (24): 78–79.
- — (30 tháng 10 năm 2017). “Plenty more : Viceland's visceral gastronomy”. The Critics. On Television. The New Yorker. 93 (34): 76–77.
- — (4 tháng 12 năm 2017). “Mining gold : how shows about our hidden heirlooms tell us our worth”. The Critics. On Television. The New Yorker. 93 (39): 78–79.
- — (27 tháng 5 năm 2019). “Hardcore history : Rammstein's heavy and cathartic camp”. The Critics. Pop Music. The New Yorker. 95 (14): 63–65.
- — (18 tháng 11 năm 2019). “Slippery”. The Talk of the Town. Listening Dept. The New Yorker. 95 (36): 23.
- — (April 25 – May 2, 2022). “Revival : the rousing sounds of Arcade Fire”. Chú thích journal cần |journal= (trợ giúp)